# Île de la Possession
Île de la Possession ili otok Possession, bivši Île de la Prize de Possession, dio je subantarktičkog otočja Crozet. Administrativno je dio francuskih južnih i antarktičkih zemalja. To je važno mjesto za gniježđenje morskih ptica .

## Opis
Île de la Possession leži u istočnoj skupini otočja, oko 20 km zapadno od Île de l'Est (Istočni otok). S površinom od 150 km2   to je najveći otok u skupini i jedini naseljeni. Ima neravan planinski krajolik ispresijecan dubokim ledenjačkim dolinama. Obalna područja i doline prekriveni su zeljastom subantarktičkom vegetacijom. Otok je nenaseljen osim osoblja istraživačke stanice Alfred Faure na istočnom kraju otoka, s najviše 20 ljudi.

## Istraživačka stanica Alfreda Faurea
Istraživačka stanica Alfred Faure je istraživačka stanica koja se sastoji od oko 12 glavnih zgrada. U stanici boravi maksimallno oko 20 aktivnih djelatnika. Nalazi se na krajnjem istoku otoka Île de la Possession. Prosječna temperatura doseže 5,3 °C. Ime baze dolazi od Alfreda Faurea, vođe lokacije 1960- ih. Baza ima 1.6 km dugu cesta koja povezuje bazu s obalom gdje brod Marion Dufresne povremeno doprema zalihe. Od obale do stanice vodi i žičara.

## Povijest
Godine 1840. Rossova ekspedicija usidrila se blizu otoka kako bi dopremila namirnice nasukanoj skupini od jedanaest lovaca na morske slonove (rod Mirounga).

## Divlje životinje

### Ptice
BirdLife International označio je otok kao važno područje za ptice (IBA) kao mjesto za razmnožavanje morskih ptica, od kojih se gnijezdi najmanje 26 vrsta. Ptice koje se gnijezde u relativno velikom broju uključuju kraljevske (Aptenodytes patagonicus), krunate (Eudyptes moseleyi) i zlatnouhe pingvine (Eudyptes chrysolophus), albatrose lutalice (Diomedea exulans), mrke (Phoebetria fusca) i sive albatrose (Phoebetria palpebrata), sjeverne velike burnjake, širokorepe, kratkokljune i sive zovoje te zdepaste burnice  (Pelecanoides georgicus). Na otoku se u manjem broju gnijezde i veliki burnjaci, sivoglavi albatrosi (Thalassarche chrysostoma) i sivorepe čigre (Sterna virgata). Leucocarbo melanogenis, crnokljuna uzdašica (Chionis minor) i kerguelenska patka (Anas eatoni) su rezidentni.
Manje ptice gnijezde se samo na većim nadmorskim visinama zbog svoje osjetljivosti na grabežljivce štakora na nižim razinama.

### Ostale divlje životinje
Koze koje su uvedene su iskorijenjene, iako crni štakori (Rattus rattus) ostaju i prijetnja su ptičjem svijetu. Na otoku se razmnožavaju i tuljani Arctocephalus gazella i Arctocephalus tropicalis i Mirounga leonina.
Grupa od oko 80 orki nastanjuje okolne vode. Prisutne su dvije biljke i 59 vrsta člankonožaca endemskih za otočje.

## Vanjske poveznice
|  | Zajednički poslužitelj ima još gradiva o temi Île de la Possession |